# O funesta dies nostri miserabilis evi
O funesta dies nostri miserabilis evi (pol. Dniu ty żałobny wieku naszego nieszczęśliwego) –  anonimowy średniowieczny wiersz po łacinie, upamiętniający zmarłego w 1465 Andrzeja Odrowąża.
Utwór jest znany także jako Wiersz na śmierć Andrzeja Odrowąża. Powstał prawdopodobnie niebawem po śmierci Andrzeja Odrowąża, napisany przez osobę związaną z jego rodziną. Śmierć Odrowąża zbiegła się w czasie z jego konfliktem ze szlachtą i mieszczanami lwowskimi. Wiersz był nie tylko upamiętnieniem zmarłego, ale miał także charakter doraźnej poezji politycznej, wpisując się w starania Odrowążów o zachowanie pozycji rodu.
Wiersz składa się z 79 wersów pisanych heksametrem. Stanowi etap przejściowy między poezją średniowieczną a humanistyczną. Z jednej strony prezentuje tradycyjny wzorzec poezji żałobnej, odmienny niż epicedium renesansowe, z drugiej pisany jest poprawnym heksametrem, co nie było typowe dla poezji średniowiecznej.
Utwór ma formę poematu, w którym wypowiada się Jan Odrowąż ze Sprowy (zm. 1485), brat zmarłego. Jego wypowiedzi skierowane są do różnych adresatów: nieżyjącego Andrzeja, króla Kazimierza Jagiellończyka, szlachty ruskiej, Boga i ponownie króla. Wiersz składa się z pięciu cząstek. Pierwszy fragment ma formę typowego, retorycznego lamentu. Składają się na niego podniosłe apostrofy i pytania do spersonifikowanego Dnia żałoby, Fortuny, Ojca niebieskiego i samego zmarłego. W drugiej części, skierowanej do króla, opisane są zasługi zmarłego dla kraju i władcy, m.in. udział w wojnie trzynastoletniej. Trzecia, najobszerniejsza część, zawiera pochwałę cnót i zasług Andrzej dla Ojczyzny oraz zarzuty skierowane do wrogów zmarłego. Następny fragment jest prośbą do Boga o zesłanie dla Rusi godnego następcy (królowi sugerowany jest brat zmarłego). Ostatnie cztery wersy to prośba do króla, aby otoczył troską poddanych, toczących między sobą spory.